# Beogradski irski festival
Beogradski irski festival-BIF je manifestacija nastala 2013. godine i održava se u Beogradu svake godine u martu, u danima pre obeležavanja dana Svetog Patrika (St.Patrick's day). Festival je osmišljen kao umetnička manifestacija koja kroz muzičku, filmsku, likovnu i pozorišnu umetnost, književnost i gastronomiju promoviše irsku kulturu u Srbiji. Festival je podržan od strane Ambasade Irske i Grada Beograda .

## Program festivala
Tokom glavnog programa festivala organizuje se projekcija filmskih ostvarenja iz Irske, uključujući klasike irske kinematografije, ali i najnovija ostvarenja irske produkcije i koprodukcije, pored toga, postoji i smotra filmova kratke forme. Tokom festivala predstavljaju se najbolja ostvarenja irske književnosti i likovne umetnosti kroz različite tribine, promocije knjiga i izložbe, sa ciljem da se srpskoj publici približi irska kultura i umetnost. Ceo program prati promocija irske kuhinje, raznovrsnih irskih jela i pica kao i muzički program koncertima tradicionalne i moderne irske muzike.